# 陳文治
陳文治（1967年6月13日—），台灣花蓮人，民主進步黨政治人物，曾任新北市議會議員，國立臺灣大學法律系學士，曾為野百合學運世代的代表人物之一，曾任新北市議會第2屆副議長。

## 生平
陳文治在學生時期就熱衷政治工作與社會運動，在大學期間就曾做為吳乃仁的助手協助《新潮流雜誌》的編輯工作。
1988年520農民運動時曾被捕，並與徐永明等人共同召開記者會發表聲明。
大學畢業後到盧修一身邊開始從事政治工作。競選過國民大會代表落選，但隨後在台北縣議會議員選舉中勝出，擔任台北縣14、15、16屆縣議員，也於五都改制後在新北市議會順利連任二屆議員。
2016年5月參選民進黨新北市黨部第四屆主任委員，最後敗給余天。
2022年，放棄連任議員，交棒給轉戰第三選舉區新莊區的子弟兵林秉宥。

## 選舉紀錄
| 年度 | 選舉屆數               | 選舉區           | 所屬政黨   | 得票數 | 得票率 | 當選標記   | 備註 |
| ---- | ---------------------- | ---------------- | ---------- | ------ | ------ | ---------- | ---- |
| 1996 | 第三屆國民大會代表選舉 | 台北縣第四選區   | 民主進步黨 | 24,927 | 11.31% |            |      |
| 1998 | 第十四屆臺北縣議員選舉 | 臺北縣第六選舉區 | 民主進步黨 | 9,379  | 6.42%  |            |      |
| 2002 | 第十五屆臺北縣議員選舉 | 臺北縣第六選舉區 | 民主進步黨 | 7,259  | 4.31%  |            |      |
| 2005 | 第十六屆臺北縣議員選舉 | 臺北縣第六選舉區 | 民主進步黨 | 13,578 | 5.06%  |            |      |
| 2010 | 第一屆新北市議員選舉   | 新北市第二選舉區 | 民主進步黨 | 26,695 | 8.08%  | 選區最高票 |      |
| 2014 | 第二屆新北市議員選舉   | 新北市第二選舉區 | 民主進步黨 | 20,481 | 6.71%  |            |      |
| 2018 | 第三屆新北市議員選舉   | 新北市第二選舉區 | 民主進步黨 | 22,385 | 6.66%  |            |      |

## 外部連結
- 陳文治臉書專頁
- 新北市議會 議員介紹 陳文治 （页面存档备份，存于）